# Пинчук, Антон Владимирович
Антон Владимирович Пинчук (род. 21 июля 1988 года, Рудный, Костанайская область, Казахская ССР, СССР) — казахстанский боксёр-любитель, выступавший в тяжёлой весовой категории. Мастер спорта Республики Казахстан международного класса, чемпион Азиатских игр (2014), чемпион Азии (2013), чемпион мира среди студентов (2008) в любителях.

## Карьера
Тренируется у А.А. Помилуйко, С.М. Мукушева, В.И. Шайрера.
Чемпион мира среди студентов 2008 года в Казани (Россия) в весе 69 кг .
Четырёхкратный чемпион Казахстана (2012—2013, 2016—2017) в весе 91 кг.
Чемпион Азии 2013 года в Аммане (Иордания) в категории до 91 кг, в финале победил хозяина ринга иорданца Ихаба Алматбули.
Участник чемпионата мира 2013 года в Алматы, в 1/8 финала Пинчук проиграл узбеку Рустаму Тулаганову.
Бронзовый призёр международного турнира памяти Константина Короткова (2014) и серебряный призёр IV международного турнира «Кубок Президента Республики Казахстан» (2014).
Победитель Азиатских Игр 2014 года в Инчхоне (Южная Корея), в финале одолел иранца Али Мазахери.
В 2017 году в составе казахстанской команды «Волки из Астаны» стал победителем Всемирной серии бокса (WSB), когда «Astana Arlans» в финале одолела кубинскую команду «Cuba Domadores» (6-5), хотя и проиграл чемпиону мира-2017 Эрисланди Савону.
В марте 2018 года выиграл международный турнир памяти Феликса Штамма в Варшаве (Польша), победив в финале туркмена Арсланбека Ачилова.
5 декабря 2018 года объявил о временном завершении спортивной карьеры.